# William Powell
William Horatio Powell (29. července 1892 Pittsburgh – 5. března 1984 Palm Springs) byl americký filmový herec, jehož kariéra začala v době němého filmu. Nejdříve tvořil filmový pár s Kay Francisovou, s níž hrál v šesti filmech od roku 1930 do roku 1932, poté v letech 1934 až 1947 se objevil ve 14 filmech jako partner Myrny Loyové. Mezi jeho nejznámější role patří detektiv Nick Charles ve filmové sérii The Thin Man. Powell byl třikrát nominován na Oscara za nejlepšího herce.